# Reininghausen
Reininghausen ist ein Ortsteil der Stadt Gummersbach im Oberbergischen Kreis im südlichen Nordrhein-Westfalen.

## Lage
Reininghausen liegt ca. 2,2 km vom Stadtzentrum Gummersbach entfernt.

## Geschichte
Nach 1450 wurde der Ort das erste Mal urkundlich erwähnt: „Konnegundis to Reynickhusen“' sowie ihre Brüder und Schwestern gehören zu den Wachszinsigen des Kölner Apostelstiftes.
Historiker sehen Reininghausen als alte sächsische Siedlung an, die schon zur Zeit Karls des Großen um 800 bestanden haben soll.
Das Dorf Reininghausen gehörte bis 1806 zur Reichsherrschaft Gimborn-Neustadt. Nach seiner Zugehörigkeit zum Großherzogtum Berg (1806–1813) und einer provisorischen Übergangsverwaltung kam die Region aufgrund der auf dem Wiener Kongress getroffenen Vereinbarungen 1815 zum Königreich Preußen. Unter der preußischen Verwaltung gehörte der Ort zunächst zum Kreis Gimborn (1816–1825) und danach zum Kreis Gummersbach in der Rheinprovinz. Im Jahr 1843 hatte das Dorf 139 Einwohner, die alle evangelisch waren, und 31 Häuser.

## Freizeit
- Kinderschützenfest in Reininghausen